# Hyponephele tenuistigma
Hyponephele tenuistigma är en fjärilsart som beskrevs av Moore 1893/96. Hyponephele tenuistigma ingår i släktet Hyponephele och familjen praktfjärilar. Inga underarter finns listade i Catalogue of Life.

## Bildgalleri

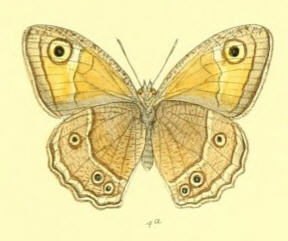
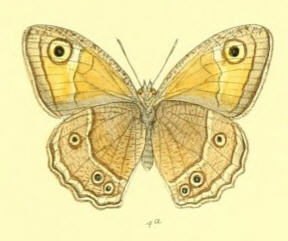